# Twee halve bollen

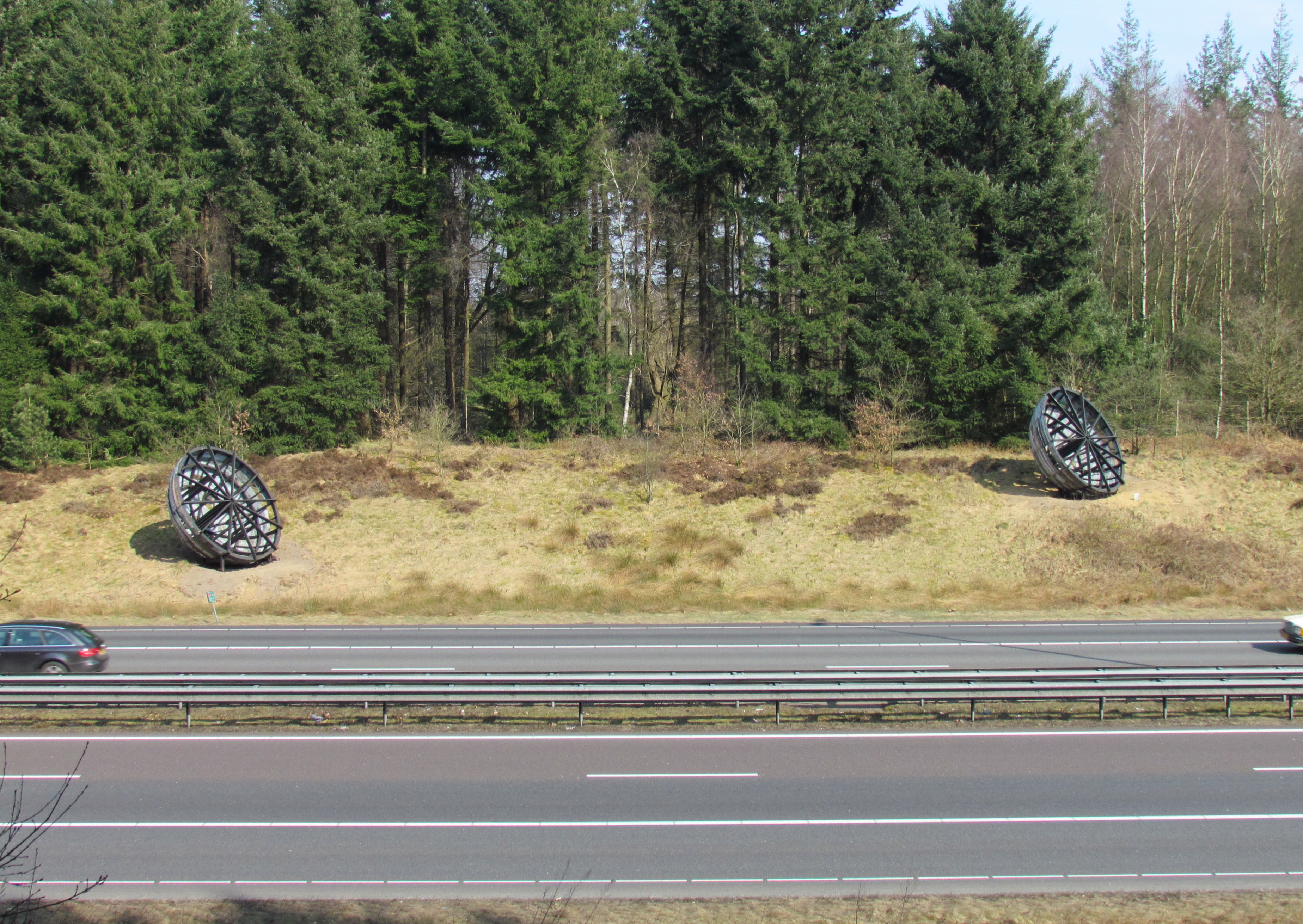
De bollen in 2013 na de eerste restauratie

Twee halve bollen is een kunstwerk dat zich sinds 1990 in de oostelijke berm van de A50 in de gemeente Apeldoorn bevindt ter hoogte van Woeste Hoeve in het bosgebied van Beekbergen. Het werk is gemaakt door kunstenares Joos Clijsen (1942-2005).
Clijsen maakte het kunstwerk in 1988 voor een expositie bij het in Baarn gelegen Kasteel Groeneveld, genaamd "Beeld en Park". In 1988 bedachten de gemeenten Apeldoorn, Brummen en Voorst om het kunstwerk te kopen voor 50.000 gulden. Zij wilden het kunstwerk langs de A50 plaatsen om daarmee de verantwoordelijke staatssecretaris te bedanken. De A50 werd tussen Knooppunt Waterberg en Hoenderloo deels in 1988 en deels in 1990 geopend. De gemeenten Brummen en Voorst zagen later echter van het project af en daardoor kocht de gemeente Apeldoorn het kunstwerk alleen. Nadat de bollen waren gekocht vroeg de kunstcommissie een vergunning aan en zocht vervolgens een locatie voor het kunstwerk. Uiteindelijk werd gekozen voor een groenstrook langs de snelweg. In 1990 werd het kunstwerk daar geplaatst. De bollen werden van zomer 2010 tot 7 september 2011 weggehaald voor een restauratie, waarbij de bollen geheel uit elkaar werden gehaald.
De bollen hebben beide een doorsnede van 4,5 meter en bestaan uit zink en hout. Het kunstwerk is beïnvloed door de arte povera, waarbij simpele materialen worden gebruikt om een kunstwerk te maken.
In 2020 vond opnieuw een grondige restauratie plaats, waarbij het houten gedeelte, dat door houtrot was aangetast, in zijn geheel werd vervangen door een variant in ceder, een duurzamere houtsoort.